# Цілуйко Кирило Кузьмич
Кири́ло Кузьми́ч Цілу́йко (3 серпня (16 серпня) 1908, с. Покровське, нині смт Дніпропетровської області — 13 жовтня 1981, Київ) — український мовознавець. Кандидат філологічних наук (1947). Доцент.

## Біографія
1930 року закінчив Дніпропетровський інститут народної освіти, 1936 року — Інститут дипломатичних і консульських працівників у Москві. У 1932—1934 роках навчався в аспірантурі Ленінградського науково-дослідного інституту мовознавства.
У 1934—1939 роках працював у Народному комісаріаті закордонних справ СРСР. Одночасно у 1934—1938 роках був доцентом, у 1938—1941 роках — завідувачем кафедри Московського державного педагогічного інституту іноземних мов (нині — Московський державний лінгвістичний університет).
Учасник німецько-радянської війни. Воював у протитанкових військах.
У 1946—1977 роках працював в Інституті мовознавства імені Олександра Потебні АН УРСР: у 1947—1949 роках — учений секретар, 1949—1957 роках — завідувач відділу загального мовознавства, 1957—1964 роках — заступник директора, у 1964—1977 роках — завідувач відділу історії мови.
Нагороджений орденом Червоної Зірки, медалями.
Дружина — мовознавець Галина Прокопівна Їжакевич, племінниця художника Івана Їжакевича.
Помер Кирило Цілуйко 13 жовтня 1981 року в Києві. Похований на Байковому кладовищі.

## Наукова діяльність
Спеціалізувався в українській топономастиці. Цілуйко організував при Інституті велику топономастичну картотеку, на підставі якої складено за його редакцією цінний «Словник гідронімів України» (1979), що містить також історичні дані.
Цілуйко організатор і керівник Української ономастичної комісії (з 1960 року) і редактор видаваної нею серії «Повідомлення Української ономастичної комісії» (1966 — 1976), редактор топономастичної частини в «Історії міст і сіл УРСР» (26 томів, 1967 — 1974).

## Науковий доробок
- «Основні питання розвитку українського правопису в XIX столітті» (1948);
- «Програма збирання матеріалів для вивчення топоніміки України» (1962);
- «Про складання національних ономастичних атласів» (1967).

Як керівник групи входив до складу об'єднаної правописної комісії, яка підготувала друге видання «Українського правопису» (1960).